# María Bleda i José María Rosa
María Bleda (Castelló, 1968) i José María Rosa (Albacete, 1970) són dos fotògrafs espanyols que utilitzen la fotografia com un recurs per a la seva expressió artística. El seu treball conjunt podria considerar-se com d'un autor únic i ha estat reconegut amb el Premi Nacional de Fotografia d'Espanya.

## L'autor
Bleda i Rosa realitzen un treball conjunt que sembla l'obra de només autor, com un referent de treball amb certes similituds es troba el de Bernd i Hilla Becher. Van començar a treballar junts durant els seus anys de formació a l'escola d'arts aplicades i disseny de València. Des dels seus inicis s'han dedicat a realitzar sèries fotogràfiques. Els temes de les seves obres són espais registrats d'una forma objectiva però relacionats amb dimensions temporals i fonamentats en escenaris d'esdeveniments humans.

## La seva obra
El seu primer treball més conegut es titulava Campos de futbol i consistia en una sèrie que recollia aquests camps abandonats i que en alguns casos havien canviat en les seves funcions utilitàries. El seu segon treball es deia Campos de batalla i recollia els espais en els quals es van desenvolupar importants batalles històriques, reflectint a través del seu estat actual els possibles rastres del seu passat sanguinari; tots els elements de la sèrie es realitzen en similars condicions d'enquadrament i punt de presa. En un sentit similar es troba la seva sèrie Ciutats en la qual recullen els vestigis d'antigues ciutats. L'últim treball es denomina Origen i es refereix a jaciments paleontològics relacionats amb l'espècie humana.

## L'exhibició de la seva obra
Des de 1992 realitzen exposicions de manera habitual, tant de tipus individual com a col·lectiu, per tot Espanya, però també a Escòcia, Portugal, Estats Units, Xina, etc. La seva obra es pot trobar en col·leccions de diferents institucions com ARTIUM, Museu Nacional Centre d'Art Reina Sofia, Museu d'Art Contemporani de Castella i Lleó, etc.
També han rebut diversos premis i reconeixements com:
- 1995 Imatges Joves - Art Jove, Madrid.
- 1996 Premi Art Jove, València.
- 1997 Accèsit Certamen d'Arts Plàstiques, Castelló.
- 1999 Grand Prix Ville de Collioure.
- 2001 Premi Altadis Arts Plàstiques, Madrid.
- 2002 Esment d'honor, IV premi de pintura i fotografia ABC, Madrid.
- 2005 Premi PHotoEspaña Fotògraf Revelació, Madrid.
- 2008 Premi Nacional de Fotografia.[3]